# Vaala
Vaala är en kommun i landskapet Norra Österbotten i f.d. Uleåborgs län. Vaala har 2 673 invånare och har en yta på 1 764,03 km², varav 461,92 km² är vatten. Fram till 1 januari 2016 hörde Vaala till landskapet Kajanaland. Statsrådet beslutade den 5 februari 2015 om överföring efter Vaala kommuns ansökan om byte av landskap.
Grannkommuner är Kajana, Limingo, Muhos, Paltamo, Puolanka, Siikalatva och Utajärvi.
Den finska musikgruppen Maustetytöt kommer från Vaala.
Vaala är en enspråkigt finsk kommun.

## Administrativ historik
Kommunens namn ändrades 1 januari 1954 från Säräisniemi till Vaala.

## Tätorter
Vid tätortsavgränsningen den 31 december 2021 fanns endast en tätort inom Vaala kommuns område: Vaala kyrkoby med 1 156 invånare.

## Styre och politik

### Mandatfördelning i Vaala kommun, valen 1976–2021
| 8 | 3 |  | 12 |  | 2 |

| 7 | 3 |  | 12 |  | 3 |

| 6 | 3 |  | 13 | 4 |

| 7 | 2 |  | 13 | 4 |

| 7 | 3 |  | 14 | 2 |

| 7 | 3 | 15 | 2 |

| 5 | 2 | 19 |  |

| 4 | 1 | 14 | 2 |

| 14 | 7 |

| 4 | 1 | 1 | 14 | 1 |

| 15 | 6 |

| 3 | 1 | 3 | 14 |

| 14 | 7 |

| 4 | 3 | 10 |

| 12 | 5 |

| 4 | 3 | 8 | 2 |

| 11 | 6 |

### Vänorter
Vaala har inga vänorter.

## Befolkning

### Befolkningsutveckling
| Befolkningsutvecklingen i Vaala kommun 1975–2020                                                             | Befolkningsutvecklingen i Vaala kommun 1975–2020 | Befolkningsutvecklingen i Vaala kommun 1975–2020 | Befolkningsutvecklingen i Vaala kommun 1975–2020 | Befolkningsutvecklingen i Vaala kommun 1975–2020 |
| --- | ------------------------------------------------ | ------------------------------------------------ | ------------------------------------------------ | ------------------------------------------------ |
| |                                                  |                                                  |                                                  |                                                  |
| År |                                                  |                                                  | Folkmängd                                        |                                                  |
| 1975 | 1975                                             |                                                  | 5 210                                            |                                                  |
| 1980 | 1980                                             |                                                  | 4 846                                            |                                                  |
| 1985 | 1985                                             |                                                  | 4 667                                            |                                                  |
| 1990 | 1990                                             |                                                  | 4 498                                            |                                                  |
| 1995 | 1995                                             |                                                  | 4 420                                            |                                                  |
| 2000 | 2000                                             |                                                  | 4 041                                            |                                                  |
| 2005 | 2005                                             |                                                  | 3 718                                            |                                                  |
| 2010 | 2010                                             |                                                  | 3 370                                            |                                                  |
| 2015 | 2015                                             |                                                  | 3 074                                            |                                                  |
| 2020 | 2020                                             |                                                  | 2 737                                            |                                                  |
| Anm: Uppgifterna avser förhållandena den 31 december nämnda år enligt områdesindelningen den 1 januari 2022. |                                                  |                                                  |                                                  |                                                  |

### Språk
Befolkningen efter språk (modersmål) den 31 december 2021. Finska, svenska och samiska räknas som inhemska språk då de har officiell status i landet. Resten av språken räknas som främmande. För språk med färre än 10 talare är siffran dold av Statistikcentralen på grund av sekretesskäl.
| Språk                        | Talare 2021-12-31 | Talare 2021-12-31 |
| Språk                        | Antal             | Andel (%)         |
| ---------------------------- | ----------------- | ----------------- |
| Hela befolkningen            | 2 673             | 100,0             |
| Inhemska språk totalt        | 2 643             | 98,9              |
| Finska                       | 2 643             | 98,9              |
| Svenska                      | 0                 | 0,0               |
| Främmande språk totalt       | 30                | 1,1               |
| Ryska                        | 10                | 0,4               |
| Språk med färre än 10 talare | 20                | 0,7               |

|  | Finska (98,9 %) |

|  | Svenska (0,0 %) |

|  | Främmande språk (1,1 %) |

|  | Finska (98,9 %) |

|  | Svenska (0,0 %) |

|  | Främmande språk (1,1 %) |